# Proutista fritillaris
Proutista fritillaris är en insektsart som först beskrevs av Karl Henrik Boheman 1838.  Proutista fritillaris ingår i släktet Proutista och familjen Derbidae. Inga underarter finns listade i Catalogue of Life.